# Muva Hill
Muva Hill è un ward dello Zambia, parte della Provincia di Copperbelt e del Distretto di Luanshya.